# Brâncoveanca
Brâncoveanca – wieś w Rumunii, w okręgu Teleorman, w gminie Plopii-Slăvitești. W 2011 roku liczyła 975 mieszkańców.